# 民国大侦探
《民国大侦探》，2022年中国大陆民初侦探推理剧，改编自英国侦探小说家阿加莎·克里斯蒂的“大侦探波洛”系列，由《民国奇探》班底制作，胡一天、张云龙、张馨予主演。本剧以北洋政府时期的中国哈尔滨为舞台，讲述青年律师司徒颜、警探骆少川及其伙伴们屡破奇案的故事。

## 播出时间
| 频道   | 所在地   | 播出日期      | 播出时间                                                                                        | 备注 |
| ------ | -------- | ------------- | ----------------------------------------------------------------------------------------------- | ---- |
| 爱奇艺 | 中国大陆 | 2022年8月10日 | 首日20:00更新6集。 其余时间，会员每周三至周六20:00各更新2集；非会员每周三至周日20:00各更新1集。 |      |

## 演员列表

### 主要演员
| 演員                  | 角色                        | 介紹                                                                                   |
| 胡一天                | 司徒颜                      | 青年律师、侦探，诨名“司徒大狀”（民国时“大狀”有律师之意）                               |
| 张云龙                | 駱少川                      | 青年警探，富家少爷 曾經喜歡夏如安                                                      |
| 张馨予 （童年：韩陌） | 周墨婉 方懷瑾（周墨婉母亲） | 哈爾濱女子師範學校音樂老师，司徒颜的助理 隐藏技能：绘画 隐藏身份：日本組織「神諭」臥底 |
| 宣言 （童年：王子懿） | 金启明                      | 青年记者，独家报道司徒颜侦探社的事迹 隐藏身份：日本組織「神諭」臥底                    |
| 沈羽潔                | 邹静萱                      | 骆少川二婶白姗姗的表外甥女及养女，也是骆少川的未婚妻；曾在北京打理家族生意             |

### 其他演员
| 演員                    | 角色          | 介紹 |
| 侯长荣                  | 沈见贤        | 律师，司徒颜的老师 |
| 马睿                    | 沈夫人        | 司徒颜的师母 |
| 曹蓬                    | 贺倪汤        | 沈夫人的邻居，莫利的好友，爱好渍酸菜及提供线索；司徒颜等人称呼他“贺大爷” |
| 姬晓飞                  | 汪明正        | 司徒颜的好友 |
| 孫岩                    | 馬世英        | 在車站開槍殺中國議員，因加入俄籍而脫罪 東方快车乘客 許家慘案之兇手 |
| 何賽飛                  | 荣香格格      | 东方快车乘客 許家慘案許夫人的乾媽 |
| 杜和倩                  | 施春善        | 东方快车乘客，荣香格格的女佣 許家慘案之許家廚娘 |
| 方晓莉                  | 廖云          | 东方快车乘客，生病的富家太太 許家慘案之許夫人的母親 |
| 凯洱                    | 乔治·布雷尔   | 东方快车乘客，美国驻哈尔滨领事馆领事 許家慘案之許夫人的妹夫 |
| 蒲萄 （童年：朱迎华）   | 许方婷        | 东方快车乘客，领事夫人 許家慘案之許夫人的妹妹 |
| 于俭                    | 宗延          | 东方快车乘客，退伍军人 許家慘案之許懷昌的軍隊同僚 |
| 刘美人                  | 绮红          | 东方快车乘客；女作家，笔名“怀昌” 許家慘案之許夫人勸導從良的青樓女子 |
| 李盈盈                  | 白露          | 东方快车乘客；女学生，本名“韩霜” 許家慘案之許夫人的英文學生 |
| 乔骏达                  | 万吉祥        | 东方快车乘客，俄语翻译 許家慘案之許夫人救助的小竊贼 |
| 林鹏                    | 刘子歇        | 东方快车列车长 許家慘案之自殺女傭劉小英的父親 |
| 宁文彤                  | 包警长        | 駱少川的上司 |
| 郭贞宇                  | 小六          | 小警察，骆少川的跟班 |
| 张会中                  | 骆闻声        | 哈尔滨商会会长，当地首富，骆少川的父亲，支持南方革命军 |
| 刘敏                    | 白姗姗        | 骆少川二婶，邹静萱表姨妈及养母，骆家当家人，哈尔滨有名的交际花 |
| 杨萍                    | 文漪          | 骆家女管家，喜歡駱聞聲 |
| 陈宝杰                  | 文漪的儿子    | 因煙癮常常跟文漪討錢 |
| 于小磊                  | 魏闵希        | 骆闻声的情人 |
| 何涌声                  | 谢桦          | 警察局副局长，谢柏舟的父親 殺害駱聞聲之真兇 |
| 姚鹏程                  | 谢柏舟        | 医生，谢桦的儿子 殺害魏閔希之真兇 |
| 禾原                    | 李莹          | 沈家女佣，伙同艾米綁架沈家的宠物狗 |
| 罗佩                    | 艾米          | 有钱人家的短工，擅长照料宠物狗 利用綁架狗勒索富家太太 |
| 陈艳艳                  | 艾米的姐姐    | 跛腳殘疾人 |
| 荣蓉                    | 范丽华        | 哈爾濱女子師範學校校长 殺害羅瑾言真兇 |
| 刘梦珂                  | 罗瑾言        | 哈爾濱女子師範學校副校長 |
| 李春嫒                  | 夏如安        | 哈爾濱女子師範學校校長秘書，骆少川的约会对象 殺害林潔、陶之苓、葉蓁蓁的舅舅等人真兇                                                                                             |
| 程琪                    | 林洁          | 哈爾濱女子師範學校音乐老师，沈华棠的钢琴私教 |
| 祝天宇                  | 李姵          | 哈爾濱女子師範學校国文老师 |
| 梅凌甄                  | 陶之苓        | 哈爾濱女子師範學校英语老师 |
| 赵慕颜                  | 叶蓁蓁        | 哈爾濱女子師範學校学生，臉盲 |
| 刘洋                    | 赵钱孙        | 哈爾濱女子師範學校油漆工，奉命監視葉蓁蓁 |
| 德福                    | 莫利          | 印度人，茉莉餐厅老板之一，主管后厨，炸酱意面发明者；贺倪汤、周墨婉的好友，喜欢赵小玲                                                                                            |
| 陈冠宏                  | 何万年        | 茉莉餐厅老板之一，主管前厅，擅长做俄罗斯餐 |
| 李明源                  | 张小喜        | 茉莉餐厅男服务生 |
| 王水林                  | 赵小玲        | 茉莉餐厅女服务生 |
| 曹曦月                  | 沈華棠        | 中际銀行千金，爱好钢琴，喜欢宠物狗 |
| 王泊文                  | 沈華荣        | 中际銀行公子，沈华棠的兄长 |
| 马小茜                  | 江宁          | 沈华荣的妻子，出身名门 |
| 许榕真                  | 沈白凤        | 沈华荣、沈华棠的母亲，于大任的妻子 |
| 王同辉                  | 于大任 馮程褚 | 中际银行老板，沈白凤的二婚丈夫，沈华荣、沈华棠的继父 隱藏身分：北洋政府特務 殺害沈白凤、莫利、李成言、程香君真兇                                                                |
| 秦雪                    | 李嫣桐 馮太太 | 沈家女管家，程香君的同学 殺害沈白凤、莫利、李成言、程香君真兇 |
| 丁柳燕                  | 程香君        | 东方快车乘客，医药销售代表，李嫣桐的同学，李成言的情人 |
| 杨春瑞                  | 李成言        | 东方快车乘客，小酒馆老板，诈骗惯犯，程香君的情人 |
| 葛凡之                  | 陈庆山        | 沈华棠的追求者 |
| 王若麟                  | 周泽          | 画家，周墨婉的父亲，方怀瑾的丈夫 |
| 王妍苏 （童年：孙安琪） | 安秋子        | 方怀瑾同母异父的妹妹，周墨婉的姨妈；由于年龄相仿，周墨婉称呼她“小小姨” |
| 陈旭                    | 席宛芝        | 周家女佣 |
| 康晞娅                  | 葛爱          | 俄罗斯人，喜歡周泽 |
| 张翔                    | 李垣普        | 律师，司徒颜的师兄，周泽、方怀瑾夫妇（周墨婉父母）的旧友 殺害周澤之真兇 |
| 李昂                    | 李垣顺        | 医生，擅长药剂，李垣普的兄长，周泽、方怀瑾夫妇（周墨婉父母）的旧友，喜欢方怀瑾                                                                                                  |
| 王尧                    | 卢将军        | |
| 陆彭                    | 近藤川        | 日本驻哈尔滨领事馆领事 主導綁架案，目的辭職 |
| 宋嘉心                  | 金彦平        | 近藤川的司机 |
| 刘啸雨                  | 王朝维        | 近藤川的翻译 綁架近藤川 |
| 姬牧晨                  | 方渐齐        | 法医，沈见贤、杜衡的好友 喜歡董慈心 |
| 鞠可儿                  | 丁梦          | 方渐齐家的女佣，曾去杜衡家帮厨 |
| 张家磊                  | 金满堂        | 方渐齐家的短工，杜衡假扮 |
| 张帆                    | 杜衡          | 沈见贤、方渐齐的好友 商人，前戏曲演员，擅长写作 由于在北京有商业活动，与邹静萱也十分熟稔 隐藏身份：鄒靜萱的父親；日本組織「神諭」臥底，上線是X 殺害趙錢孫、沈见贤、方渐齐之真兇 |
| 曾泳醍                  | 董慈心        | 新锐作家，经常写文章讽刺北洋政府，喜欢杜衡 |
| 牟星                    | 鄭白          | 豪门千金，戴隶明的妻子，维持丈夫家业；其娘家支持南方革命军 |
| 傅天骄                  | 戴隶明        | 郑白的丈夫，出身贵族，家道中落，酒鬼 |
| 李勤                    | 小摊老板      | 偷駱少川的槍 |

## 单元案件
- 东方快车谋杀案（原作：东方快车谋杀案）
- 首富庄园谋杀案（原作：罗杰疑案）
- 女校闹鬼惊魂案（原作：校园疑云）
- 炸酱意面投毒案（原作：牙医谋杀案）
- 豪门出轨情杀案（原作：啤酒谋杀案）
- 日本领事绑架案（原作：首相绑架案）
- 雪夜连环杀人案（原作：三幕悲剧）
- 双面恋人失踪案（原作：帷幕）

## 电视剧歌曲
| 曲序 | 曲目             |              | 作曲   | 演唱   |
| ---- | ---------------- | ------------ | ------ | ------ |
| 1.   | 黑與紅（主題曲） | 明天、陳雪燃 | 陳雪燃 | 陳雪燃 |